# 化け古下駄

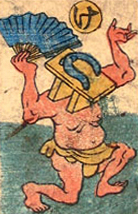
妖怪かるた「げたのばけもの」の絵札

化け古下駄（ばけふるげた）または化けた古下駄（ばけたふるげた）は、日本の昔話に登場する妖怪の一つで、下駄が古くなって変化した妖怪。

## 概要
古くなって捨てられた下駄が人間に化けて町に現われるが、若者に正体を見破られて、同様に動き出していた古道具たちと共に焼き捨てられるという内容で、宮城県寒風澤（現・宮城県塩竈市寒風沢島）などで採集された例などが知られる。
夜になると町中を「鼻いでえ、鼻いでえ。（鼻が痛い、鼻が痛い）」と言いながら歩く者がいた。あるときに若者たちが、何者か確かめようと夜の町に出た。しかし声がするだけで姿が見えなかった。若者の1人は素性をつきとめようと声を追った。近くの藪からざわめき声が聞こえるので近寄ると、人間とは異なる声で歌い踊る声が聞こえ、その声は自分たちを「下駄」、「蓑」、「太鼓」、「割籠」などと呼んでいた。恐怖を感じた若者は、そのまま家へ逃げ帰った。翌日、その若者が仲間たちに事情を話してその薮へ行ってみると、海から打ち上げられた蓑、太鼓、割籠などが散らばっており、その中に鼻の欠けた下駄があった。あの鼻を痛がる者の正体はこの下駄かと睨んだ若者たちは、下駄などをその場で焼き捨てた。以来、あの鼻を痛がる者は現れず、薮の中から歌い踊る声も聞こえなくなったということである。
古下駄の妖怪は、「鼻が痛い」と語っていた結果、正体に見られる特徴（下駄の鼻の部分が欠けていた）と一致が見られている。佐々木喜善『聴耳草紙』に収められた昔話「履物の化け物」（化け草履の項目を参照）もストーリーでの用いられ方は異なるが、化けた履物（下駄）が自身の特徴（穴が三つ、歯が二枚）を歌っており、共通性が見られる。